# Diamond Bluff
Diamond Bluff es un pueblo ubicado en el condado de Pierce en el estado estadounidense de Wisconsin. En el Censo de 2010 tenía una población de 469 habitantes y una densidad poblacional de 9,9 personas por km².

## Geografía
Diamond Bluff se encuentra ubicado en las coordenadas 44°39′17″N 92°37′15″O / 44.65472, -92.62083. Según la Oficina del Censo de los Estados Unidos, Diamond Bluff tiene una superficie total de 47.39 km², de la cual 41.97 km² corresponden a tierra firme y (11.42%) 5.41 km² es agua.

## Demografía
Según el censo de 2010, había 469 personas residiendo en Diamond Bluff. La densidad de población era de 9,9 hab./km². De los 469 habitantes, Diamond Bluff estaba compuesto por el 97.23% blancos, el 0% eran afroamericanos, el 0.43% eran amerindios, el 0.64% eran asiáticos, el 0% eran isleños del Pacífico, el 0.21% eran de otras razas y el 1.49% pertenecían a dos o más razas. Del total de la población el 0.43% eran hispanos o latinos de cualquier raza.